# Rizaeddin bin Fachreddin

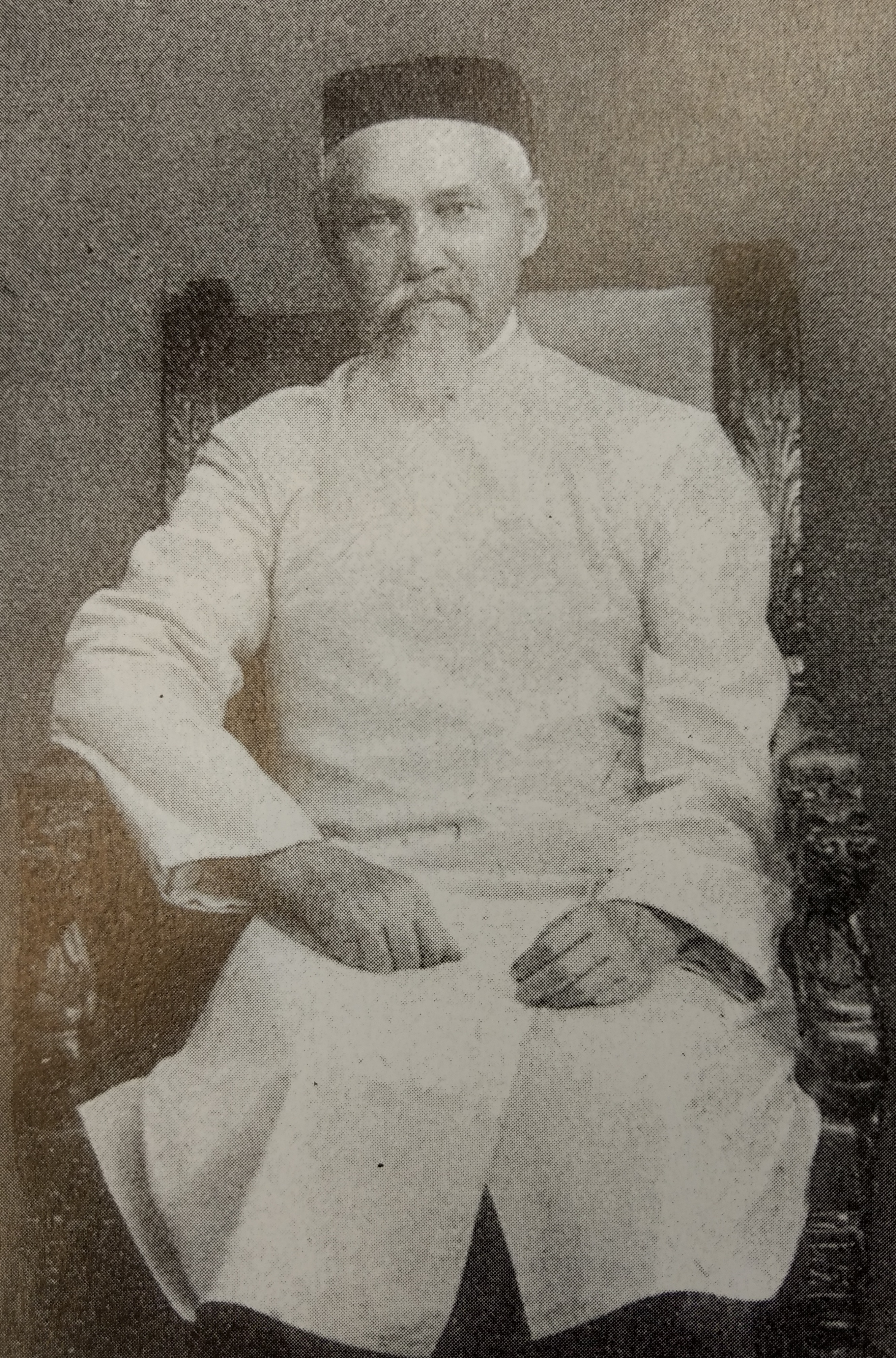
Porträtfotografie von Rizaeddin bin Fachreddin

Rizaeddin bin Fachreddin (* 12. Januar 1858 in Kitschutschat, Samara; † 1936) war ein Baschkirischer und tatarischer Gelehrter, der im Russischen Reich und der Sowjetunion lebte. Seine zahlreichen Schriften zu religiösen, politischen und pädagogischen Themen waren ein Teil der dschadidistischen Bewegung, und die von ihm herausgegebene Zeitschrift Schura war für die Muslime im späten Zarenreich ein wichtiges Organ der politischen Betätigung.

## Leben
Rizaeddin bin Fachreddin wurde als Sohn eines Mullahs im Dorf Kitschutschat im Gouvernement Samara geboren. Er besuchte die Mekteb seines Dorfs, die von seinem Vater geleitet wurde, dann die Medrese im nahen Tschelscheli. Im Alter von 30 Jahren wurde er Mullah und Leiter der Medrese im Dorf Ilbek. 1891 wurde er zum Kadi gewählt. Dadurch wurde er ein Mitglied der Sobranie, der russischen Verwaltung der Muslime, weshalb er in deren Sitz Ufa zog. Dort verwaltete er das umfangreiche Archiv der Behörde.

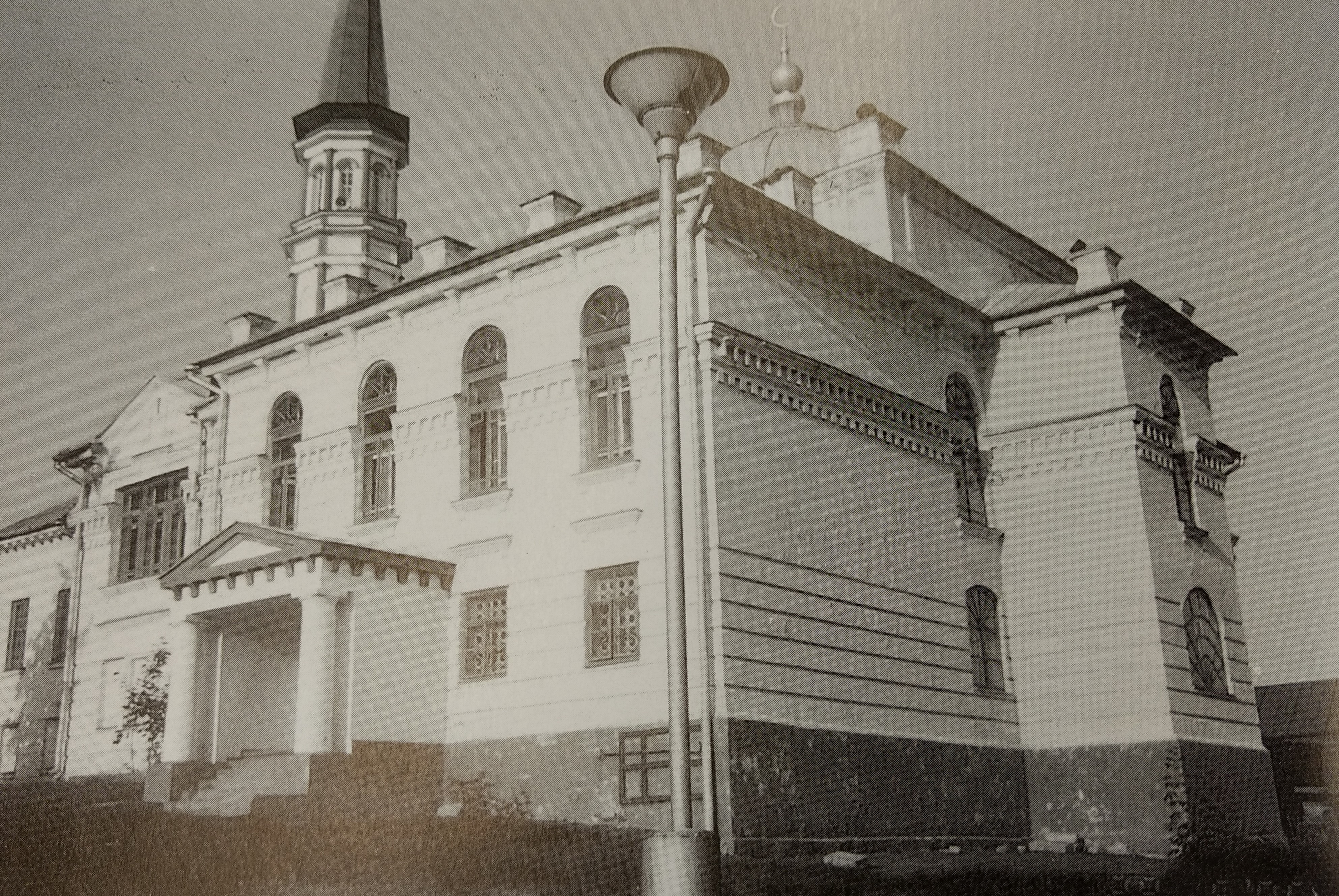
Das Gebäude der Muslimischen Religiösen Verwaltung in Ufa

Während der Russischen Revolution von 1905 legte er den Muftis der Sobranie ein umfangreiches Reformprogramm vor. Es beinhaltete unter anderem eine Erweiterung der Zuständigkeit der Behörde auf die kasachischen Muslime, was die russischen Behörden wegen des durch die Zentralisierung erwarteten Machtzuwachs ablehnten.
Fachreddin gab sein religiöses Amt 1906 auf und wurde Redakteur der Orenburger Zeitschrift Vaqt. 1908 begann er mit der Publikation seiner Zeitschrift Schura (Rat), die unter den tatarischsprachigen Zeitungen des Russischen Reichs die langlebigste war. 1921, nach der Machtübernahme der Sowjets, nahm er erneut ein religiöses Amt auf und war bis zu seinem Tod 1936 Mufti der europäischen Region Russlands. Dabei verweigerte er sich, soweit möglich, der Mitarbeit mit den sowjetischen Behörden.

## Werk
Als Teil der dschadidistischen Bewegung war Fachreddins Werk von vielen anderen Dschadidisten beeinflusst. So studierte für einige Zeit an der Medrese von Schahabeddin Mardschani und traf den politischen Aktivisten Dschamal ad-Din al-Afghani auf einer Reise in St. Petersburg. Ein weiterer Einfluss war der ägyptische Gelehrte Muhammad Abduh.
Fachreddin beherrschte Arabisch, Persisch, Türkisch und Russisch. Er benutzte das von Ismail Gasprinski als gemeinsame Sprache für alle Türken proklamierte Turki, nahm jedoch auf tatarische Besonderheiten Rücksicht.

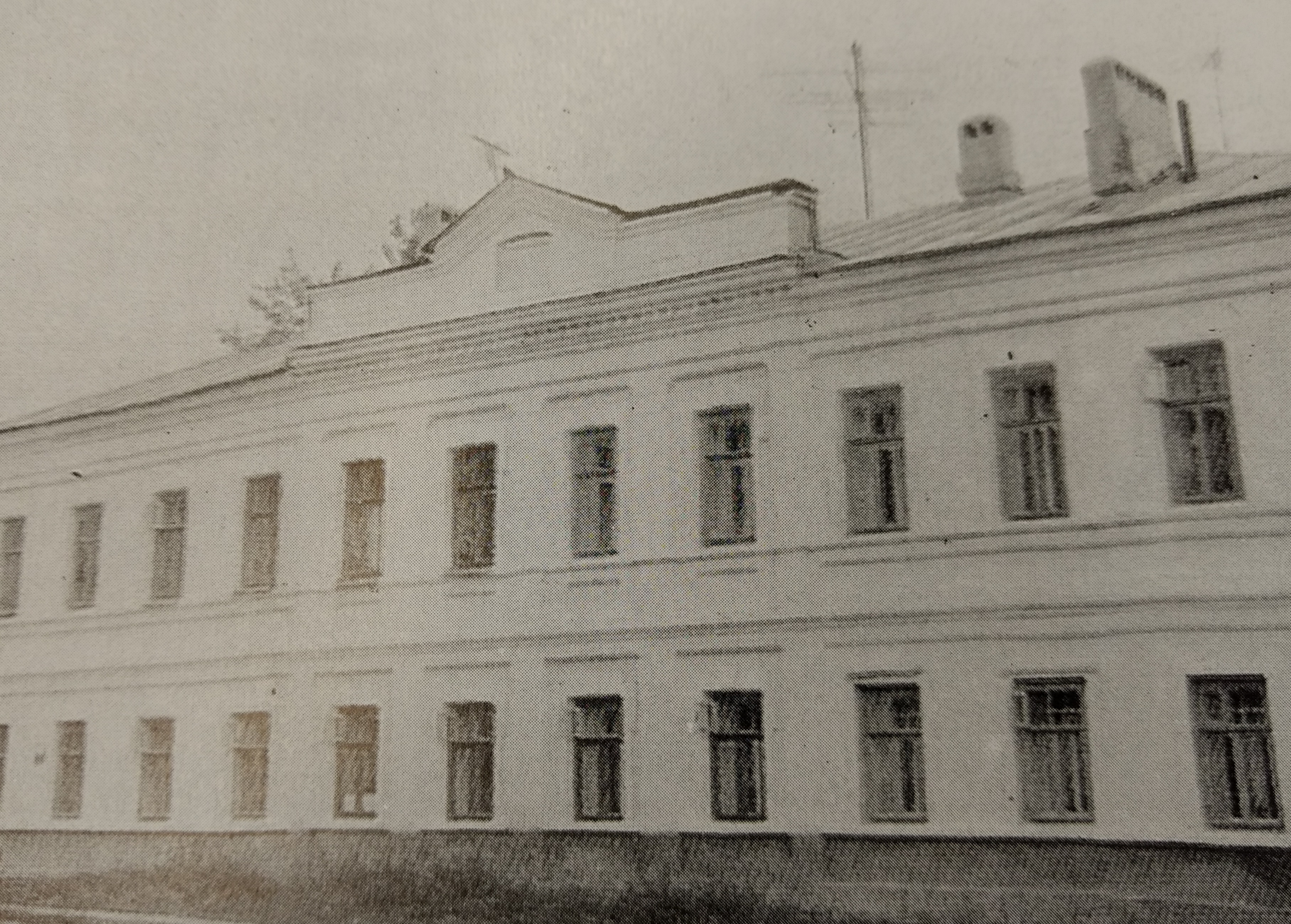
Die Medrese von Mardschani in Kasan

Fachreddin war ein extrem produktiver Autor, der im Lauf seines Lebens mehr als sechzig Bücher veröffentlichte. Sein bedeutendstes Werk ist seine zweibändige Reihe von Biographien zu zentralasiatischen Gelehrten (Asar und Meshhur Irler), die er während seiner Tätigkeit am Archiv der muslimischen Verwaltung verfasste. Zu einigen der dargestellten Persönlichkeiten (darunter Ibn Ruschd (Averroes), Ibn al-Arabi, al-Ghazālī und Ibn Taimīya) stellt sein Werk immer noch die beste Quelle dar.
Außerdem veröffentlichte er journalistische Texte, Bücher und Essays zur allgemeinen Lage der Muslime in Russland, pädagogische Werke oder zu sozialen Fragen (u. a. zu Frauenbildung und Familienpolitik). Sein Essay Rusya Muslimanlarining ihtiyachlari ve anlar haqinda intiqad, veröffentlicht 1906, stellt eine Kritik an der von Fachreddin als zu vage empfundenen Reformforderungen der russischen Ulama dar.
Laut Azade-Ayşe Rorlich waren die Wichtigkeit von Bildung zur Überwindung von Armut sowie die Möglichkeit der Verbindung von Islam und Wissenschaft zentrale Bestandteile von Fachreddins Weltsicht. Er sah den Aufstieg und Fall von Nationen als direkt mit ihrem Glaubenssystem verbunden und glaubte daher, dass eine Abkehr von Aberglaube und eine Rückkehr zu den Anfängen des Islams für eine muslimische Renaissance nötig wären. Er kritisierte außerdem das Geschichtswerk Ibn Challikāns wegen seiner Konzentration auf die Taten von Herrschern und versuchte in seinen Büchern und Schriften, die gesellschaftsfördernden Taten „normaler“ Muslime zu würdigen.

## Werke (Auswahl)
- Asar
- Meshhur Irler („Berühmte Menschen“)
- Munasib Diniye („Zur Religion“)
- Islamlar haqinda kükümet tedbirleri („Muslime betreffende Maßnahmen der Regierung“)
- Rusya Muslimanlarining ihtiyachlari ve anlar haqinda intiqad („Die Bedürfnisse der russischen Muslime und eine sie betreffende Kritik“)